# Zbigniew Leliwa-Sujkowski
Zbigniew Bronisław Leliwa-Sujkowski, Zbigniew Sujkowski, Zbigniew Leliwa (ur. 8 stycznia 1898 w Zagórzu, zm. 8 września 1954 w Quebec).  Pseudonimy: „Hora”, „Kuna”, „Leliwa”, „Rola”, „Zbyszek”. Polski geolog, docent Uniwersytetu Warszawskiego.  W latach 1942–1944 szef Biura Studiów Kedywu Komendy Głównej Armii Krajowej. Profesor Polish University College w Londynie (1946–1951) i McMaster University w Hamilton w Kanadzie. Major Wojska Polskiego. Po 1945 używał pseudonimu Zbigniew Leliwa.

## Życiorys
Syn Antoniego Sujkowskiego i Heleny z Chmieleńskich Sujkowskiej.  Od 1908 uczył się w Gimnazjum im. Kreczmara w Warszawie. Członek Tajnego Skautingu i od 1913 Polskich Drużyn Strzeleckich. Żołnierz Pierwszej Kompanii Kadrowej Legionów Polskich. Od października 1915 do grudnia 1917 w niewoli rosyjskiej. W kwietniu 1918 otrzymał maturę w szkole Centralnego Komitetu Obywatelskiego Królestwa Polskiego Kazimierza Kulwiecia w Moskwie. Od maja do lipca 1918 w I Korpusie Polskim na Wschodzie. Wrócił do Polski w lipcu 1918. Po odzyskaniu niepodległości w listopadzie 1918 wstąpił ochotniczo do Wojska Polskiego, służył w 7 pułku ułanów. W kwietniu 1919 został wysłannikiem Naczelnego Wodza na paryską konferencję pokojową. Od 1929 pracownik Państwowego Instytutu Geologicznego. Wykładowca petrografii skał osadowych na Wydziale Matematyczno–Przyrodniczym Uniwersytetu Warszawskiego.

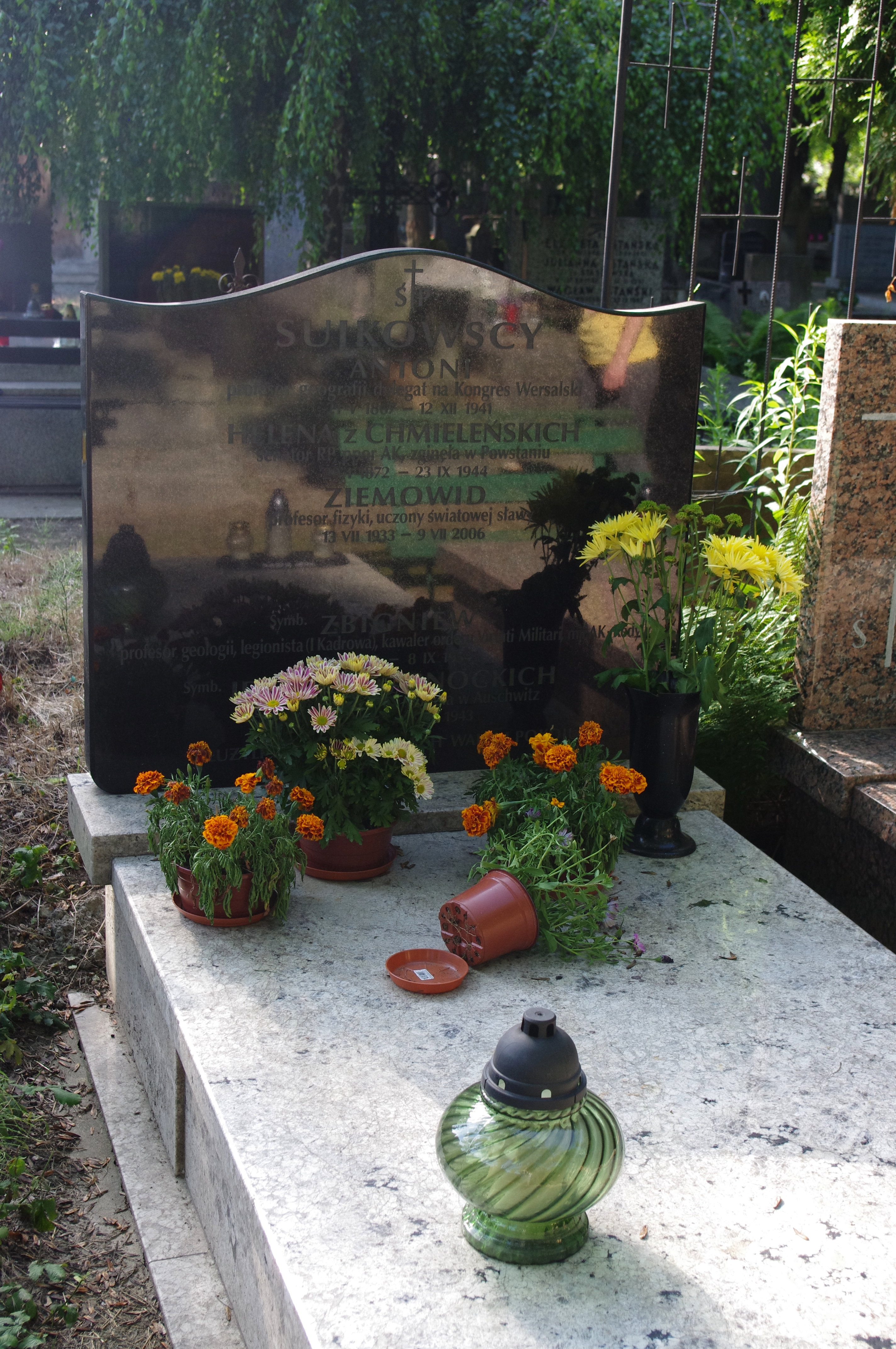
Grób Sujkowskich na Starych Powązkach w Warszawie

Po agresji III Rzeszy i ZSRR na Polskę  od końca 1939 w podziemiu. Od kwietnia 1940 szef Biura Studiów Środków Walki Sabotażowo-Dywersyjnej Związku Odwetu Komendy Głównej Związku Walki Zbrojnej, następnie od końca 1942 szef Biura Studiów Kedywu Komendy Głównej AK. Od 30 maja 1944 w Wielkiej Brytanii, przerzucony w operacji lotniczej Most II (brytyjski kryptonim Wildhorn II), samolotem Dakota KG-477 "V" z polską załogą ze 1586 Eskadry Specjalnego Przeznaczenia. 
Samolot wystartował z lotniska Campo Casale pod Brindisi (Włochy), lądował w okupowanej Polsce na polowym lądowisku "Motyl" w okolicach wsi Wał - Ruda, 18 km od Tarnowa, nad rzeką Kisieliną (położenie: N50°08′ E20°47′). Samolotem przylecieli do Polski cichociemni: gen. dyw. Tadeusz Kossakowski ps. Krystynek oraz mjr Romuald Bielski ps. Bej. Oprócz Sujkowskiego z Polski odlecieli do Londynu:  cichociemny płk. Roman Rudkowski ps. Rudy oraz emisariusz Stronnictwa Ludowego Jan Domański ps. Bartnicki. 
Zbigniew Leliwa-Sujkowski miał zreferować w Sztabie Naczelnego Wodza sprawy szkolenia i zaopatrzenia dla celów dywersji, sytuację ogólną, ze szczególnym uwzględnieniem działalności komunistycznej, oraz sprawy scalenia NSZ. 
Od lipca 1944 do marca 1945 szef Wydziału Operacyjnego Oddziału VI Sztabu Naczelnego Wodza.  28 sierpnia 1944, w czasie Powstania Warszawskiego wygłosił przemówienie radiowe do kraju na falach BBC.
W 1950 współzałożyciel Polskiego Towarzystwa Naukowego na Obczyźnie. 8 września 1950 został powołany przez Prezydenta RP na uchodźstwie Augusta Zaleskiego na stanowisko sędziego Sądu Obywatelskiego w Londynie.
Zmarł tragicznie 8 września 1954, ratując wnuka tonącego w rzece Saguenay w prowincji Quebec. Grób symboliczny znajduje się na cmentarzu Powązkowskim (kw. 343, rząd I, grób 5).
Z małżeństwa z Idalią Marią z Czarnockich miał dwoje dzieci: Ziemowida i Danutę. Był bratem Bogusława Sujkowskiego.

## Prace
- 1925: Stratygrafia i tektonika jury i kredy okolic Wolbromia (Sur la stratigraphie et la teqtonique du Jurassique et du Cretace des environs de Wolbrom). Posiedź, nauk Państw. Inst. Geol. 13, Warszawa.
- 1926: O utworach jurajskich, kredowych i czwartorzędowych okolic Wolbromia (Sur le Jurassique, le Cretace et le Quaternaire des environs de Wolbrom). Spraw, Państw. Inst. Geol. 3 z. 3/4, Warszawa.
- 1927: O znalezieniu granitów na północ od Prypeci (Sur la decouverte des granites au Nord de la Prypeć dans la Polesie). Posiedź, nauk. Państw. Inst. Geol. 18, Warszawa.
- 1927: Z zagadek geologicznych Polesia. Czas. przyr. 1, Łódź.
- 1928: Tymczasowe sprawozdanie z badań nad utworami przeddyluwialnymi (kredowymi) na obszarze między górnym Niemnem i Prypecią (C.-r. preliminaire sur les recherches geologiques entre le Niemen et la Prypeć). Spraw. TNW 21, Warszawa.
- 1928: Uwagi o piaskach i lessach w Olkuskiem i ich wzajemnym stosunku (Les sables et les less des environs d'01kusz). Spraw. TNW 21, Warszawa.
- 1929: Istnienie poziomu kredowego (?) starszego od albu w Lubelszczyźnie, na Wołyniu i Podolu (L^istence d'un niveau cretace (?) plus ancien que Talbien sur le plateau de Lublin, en Volhynie et en Podolie). Posiedź, nauk. Państw. Inst. Geol. 24.
- 1929: Kilka nowych wierceń na kresach północno-wschodnich (Quelques sondages nouveaux dans la partie NE de la Pologne). Spraw. TNW 2(1, Warszawa.
- 1929:. Przyczynek do znajomości fosforytów dorzecza górnego Niemna i Szczary (Note sur les phosphorites du basin du haut Niemen et Szczara). Ar eh. Miner. TNW 4, Warszawa.
- 1929: Uwagi o pochodzeniu materiału klastycznego cenomanu Solcy i Wolbromia (Recherches sur la roche-mere des depóts clastiąues au Cenomanien superieur de Solca et de Wolbrom). Spraw. TNW 21, Warszawa.
- 1929: W sprawie lessów nowogródzkich (Notes sur le loess de Nowogródek). Spraw. TNW 2,1, Warszawa.
- 1930: Budowa petrograficzna kredy z głębokiego wiercenia w Lublinie w porównaniu z kredą niektórych innych obszarów Polski (Structure petrographique du Cretace du forage profond a Lublin en comparaison avec celle de quelques regions en Pologne). Spraw. Posiedź, nauk. Państw. Inst. Geol. 25, Warszawa.
- 1930: Einige kritische Remerkungen zur Arbeit von Smit Sibinga: Über die baltischen Uraliden. Geol. Rdsch. H. 1, Leipzig.
- 1930: Sprawozdanie z badań nad utworami kredowymi w dorzeczu górnej Pilicy (C.-r. des recherches sur les depóts cretaces dans le bassin de la haute Pilica). Posiedz, nauk. Państw. Inst. Geol. 28, Warszawa.
- 1930: Uwagi o wapieniach towarzyszących bazaltom na Wołyniu (Remarques sur les calcaires accompagnant les basaltes en Volhynie). Posiedź, nauk. Państw. Inst. Geol. 26, Warszawa.
- 1930: Różycki S. Z., Znalezienie typowych radiolarytów w Karpatach wschodnich (Trouvaille de radiolarites typiques dans les Karpates orientales). Posiedź, nauk. Państw. Inst. Geol. 25, Warszawa.,
- 1930: Różycki S. Z., Sujkowski Z., Radiolaryty w obrębie Karpat fliszowych. Wszechświat, Warszawa.
- 1931: (Z. S.) Łupki palne w Estonii. Wszechświat, Warszawa.
- 1931: Petrografia kredy Polski. Kreda z głębokiego wiercenia w Lublinie w porównaniu z kredą niektórych innych obszarów Polski (fitude petrographique du Cretace en Pologne. La serie de Lublin et sa comparaison avec la craie blanche). Spraw. Państw. Inst. Geol. 6 z. 3, Warszawa.
- 1931: Sprawozdanie z badań wykonanych w r. 1931 na Wołyniu (Compte-rendu des recherches effectuees en 1930 en Yolhynie). Posiedź, nauk. Państw. Inst. Geol. 29, Warszawa.
- 1931: Sprawozdanie z badań petrograficznych w Karpatach w r. 1930 (Compte-rendu des recherches petrographiques execu'tees en 1930 dans les Karpates). Posiedź, nauk. Państw. Inst. Geol. 29, Warszawa.
- 1931: Sprawozdanie z badań, wykonanych w woj. nowogródzkim w r. 1930 (Compte-rendu des recherches executees en 1930 dans voievodie de Nowogródek). Posiedź, nauk. Państw. Inst. Geol. 29, Warszawa.
- 1932: Badania geologiczne na Wołyniu (Recherches geologiques en Volhynie). Posiedź, nauk. Państw. Inst. Geol. 32, Warszawa.
- 1932: Badania geologiczne w okolicy Pilicy (Recherches geologiques aux environs de Pilica). Posiedź, nauk. Państw. Inst. Geol. 32, Warszawa.
- 1932: Badania podłoża dyluwium na północnym Polesiu (Recherches sur le sub-stratum du Quaternaire dans le Nord de la Polesie). Posiedź, nauk. Państw. Inst. Geol. 32, Warszawa.
- 1932: Dolna kreda koło Dobromila w Karpatach (Cretace inferieur de la region de Dobromil dans les Karpates). Posiedź, nauk. Państw. Inst. Geol. 32, Warszawa.
- 1932: The influence of the Desert on the Deposits of the Red Sea. Geol. Magaz., London. 69.
- 1932: Kopalne głębie oceaniczne. Wszechświat, Warszawa.
- 1932: Łuniewski A., Radiolaryty paleozoiczne Gór Świętokrzyskich (Radio-larites paleozoiques du Massif de Ste Croix). Posiedz, nauk. Państw. Inst. Geol. 32, Warszawa.
- 1932: Radiolaryty polskich Karpat wschodnich i ich porównanie z radiolarytami tatrzańskimi (Radiolarites des Karpates polonaises orientales et leur comparaison avec les radiolarites de la Tatra). Spraw. Państw. Inst. Geol. 7, z. 1, Warszawa.
- 1932: Czarnocki J., Sujkowski Z., O fosforytach warstw granicznych między dewonem a karbonem w Górach Świętokrzyskich (Sur les phosphorites des couches-limite entre le Devonien et le Carbanifere du Massiv de Ste Croix). Posiedź, nauk. Państw. Inst. Geol. 43, Warszawa.
- 1932: Uwagi o budowie kredy śląskiej (Remarques sur la construction du Cretace silesien). Posiedź, nauk. Państw. Inst. Geol. 1932, Warszawa.
- 1932: Wpływ pustyni na osady Morza Czerwonego (Influence du desert sur les sediments de la Mer Rouge). Spraw. TNW 24, Warszawa.
- 1933: Badania skał kredy śląskiej (Recherches sur les roches du Cretace silesien). Posiedź, nauk. Państw. Inst. Geol. 35, Warszawa.
- 1933: Badania na Wołyniu (Recherches en Volhynie). Posiedź, nauk. Państw. Inst. Geol. 35, Warszawa.
- 1933: Badania petrograficzne liasu płaszczowinowego w Tatrach (Recherches petrographiques du Lias de la Tatra). Posiedź, nauk. Państw. Inst. Geol. 35, Warszawa.
- 1933: Badania w Nowogródzkiem (Recherches dans la voievodie de Nowogródek). Posiedź, nauk. Państw. Inst. Geol. 35, Warszawa.
- 1933: Niektóre spongolity z Tatr i Karpat (Sur certains spongolithes de la Tatra et des Karpates). Spraw. Państw. Inst. Geol. 35, 7 z. 2, Warszawa.
- 1933: Presence de Radiolaires du groupe des Phaeodaria dans le Carbonifere inferieur de Pologne. C.-r. Acad. Sc. 196, Paris.
- 1933: Radiolaryty dolnokarbońskie Gór Świętokrzyskich (Radiolarites du Carbonifere inferieur du Massif de Ste Croix). Spraw. Państw. Inst. Geol. 7, z. 4, Warszawa.
- 1934: Badania geologiczne wykonane w r. 1933 w Tatrach (Recherches geologiques faites en 1933 dans la Tatra). Posiedź, nauk. Państw. Inst. Geol. 38, Warszawa.
- 1934: O bentonicie polskim z okolic Krzemieńca (The bentonite in Poland – Lower Sarmatian of Krzemieniec). Arch. Miner. TNW, 10, Warszawa. 1934. Przekopy kolei Kraków – Miechów (Sur les affleurements le long de la voie ferree Cracovie – Miechów). Posiedź, nauk. Państw. Inst. Geol. 38, Warszawa.
- 1934: Seria szypocka nad Czarnym Czeremoszem (Sur la serie de Szipot sur Czarny Czeremosz, Karpates polonaises orientales). Posiedź, nauk. Państw. Inst. Geol- 3.8, Warszawa.
- 1934: Skały kredowe między miastami Pilica i Szczekociny (Roches cretacees entre les villes Pilica et Szczekociny). Spraw. Państw. Inst. Geol. 8, z. 1, Warszawa. 1934. Sprawozdanie z badań geologicznych na Wołyniu wykonanych w r. 1933 (C.-r. des recherches executees en Volhynie en 1933). Posiedź, nauk. Państw.Inst. Geol. 38, Warszawa. 1934. Wapienie i kwarcolity astartu w Pradłach (Sur les calcaires et quarzolites astartiens de Pradła). Posiedź, nauk. Państw. Inst. Geol. 38, Warszawa.
- 1934: Znalezienie bentonitu w pow. krzemienieckim (Decouyerte du „bentonite” pres de Krzemieniec en Pologne). Posiedź, nauk. Państw. Inst. Geol. 38, Warszawa.
- 1935: Badania na Wołyniu w r. 1934 (Recherches en Yolhynie en 1934). Posiedź, nauk. Państw. Inst. Geol. 41, Warszawa.
- 1935: Badania serii szypockiej nad Czeremoszem (Recherches sur la serie de Szipot sur le Czeremosz Karpates orientales). Posiedź, nauk. Państw. Inst. Geol. 41, Warszawa.
- 1936: Budowa serii szypockiej (Sur la structure de la serie de Szipot). Posiedź, nauk. Państw. Inst. Geol. 44, Warszawa.
- 1936: Łupki zawierające nikiel w Karpatach (The nickel bearing shales in Carpathian Flysch). Arch. Miner. TNW, 12, Warszawa.
- 1936: Sprawozdanie z badań wykonanych na Wołyniu w r. 1935 na ark. Mizocz (C.-r. des recherches executees en Volhynie en 1935 pour la feuille Mizocz). Posiedź, nauk. Państw. Inst. Geol. 44, Warszawa.
- 1936: Horwit z E., Sujkowski Z., Cenoman w pienińskim pasie skałkowym (Le Cenomanien dans la zone Pienine des Klippes). Posiedź, nauk. Państw. Inst. Geol. 45, Warszawa.
- 1937: Budowa mikroskopowa niektórych skał jurajskich z Pienin (Structure micro-scopiques des quelques roches jurassiques des Klippes des Pienines). Posiedź, nauk. Państw. Inst. Geol. 48, Warszawa.
- 1937: Czwarty komunikat o serii szypockiej  (Quatrieme communication sur la serie de Szipot). Posiedź, nauk. Państw. Inst. Geol. 47, Warszawa. 1937. – Różycki S. Z., Geologia Warszawy (Atlas i tekst) (Geology of Warsaw – Atlas and 'text). Zarząd Miejski m. stoł. Warszawy, Warszawa. 1937. Radiolaryty dolnogotlandzkie Gór Świętokrzyskich (Les radiolarites du Gothlandien inferieur des monts de Ste Cr o ix en Pologne). Spraw. Państw. Inst.

Geol. 9, z. 1, Warszawa.
- 1937: Zarys budowy geologicznej okolic Krzemieńca. Ochr. Przyr. 17. Warszawa.
- 1938: Możliwości górnicze wschodnich województw. Rocz. Ziem. Wsch. 4. Warszawa. 1938. Rozmieszczenie odsłonięć kredy między górnym Niemnem a Prypecią (Les affleurements de craie blanche entre le Niemen et la Prypeć – Pologne du Nord-Est). Spraw. Państw. Inst. Geol. 9, z. 2, Warszawa.
- 1938: Serie szypockie na Huculszczyźnie (Les series de Szipot dans les Karpates polonaises orientales. Etude geologique et petrographique d'un complexe de Flysch). Pr. Państw. Inst. Geol. 3, Warszawa.
- 1939: Badania geologiczne na Wołyniu i Polesiu w r. 1938 (Recherches geologiąues en 1938 en Yolhynie et Polesie). Biul. Państw. Inst. Geol. 15, Warszawa.
- 1939: Osady lądowe, prawdopodobnie dolnokarbońskiego wieku, na wschodnim Polesiu (Sediments continentaux, probablement du Carbonifere inferieur en Polesie orientale). Biul. Państw. Inst. Geol. 15, Warszawa.
- 1939: Przypuszczalny dolny karbon, wiercenie w Semigostyczach na Polesiu. Biul. Państw. Inst. Geol. 18, Warszawa.
- 1939: Sylur na Wołyniu w świetle wiercenia w Bocianówce (Le Silurien de Volhynie d'apres le sondage de Bocianówka). Biul. Państw. Inst. Geol. 12, Warszawa.
- 1945: Leliwa Z. (pseud.), The geological relation between east and west European structures. Geol. Soc. hond. Abstr. Paper, 1413, London.
- 1946: The geological strudture of East Poland and West Russia; a summary of recent discoveries. Quart. J. Geol. Soc. hond. 102, nr 106, London.
- 1948: Some problems of manganese nodules. XVIII Intern. Geol. Congr. hond., Abstr. 1948, Rep. 8, 1950, London.
- 1951: Note on a pebble with Radiolaria from the 100 ft terrace at Swanscombe (in Baden-Powell D.F.W.: The age of interglacial deposits at Swanscombe). Geol Magaz. 88, nr 5, London.
- 1952: Average composition of the sedimentary rocks. Amer. J. Sc. 250, nr 5.
- 1957: Flysch sedimentation. Geol. Soc. Amer. B. 68, nr 5, New York.
- 1958: Diagenesis. Amer. Ass. Petr. Geol. B. r. 42, no. U, Tulsa.

## Odznaczenia
- Krzyż Srebrny Orderu Virtuti Militari (1921)
- Krzyż Niepodległości (1932)
- Krzyż Walecznych (1944)
- Odznaka Pamiątkowa „Pierwszej Kadrowej”[1]